# Ліян
Ліян (кит. спр. 溧阳市, піньїнь: Lìyáng Shì) — місто-повіт на півдні Цзянсу, складова міста Чанчжоу.

## Географія
Ліян лежить у південній частині дельти Янцзи між озерами Чандан, Тайху та Наньї.

### Клімат
Місто знаходиться у зоні, котра характеризується вологим субтропічним кліматом. Найтепліший місяць — липень із середньою температурою 27.8 °C (82 °F). Найхолодніший місяць — січень, із середньою температурою 2.8 °С (37 °F).
| Клімат Ліяна                              | Клімат Ліяна | Клімат Ліяна | Клімат Ліяна | Клімат Ліяна | Клімат Ліяна | Клімат Ліяна | Клімат Ліяна | Клімат Ліяна | Клімат Ліяна | Клімат Ліяна | Клімат Ліяна | Клімат Ліяна | Клімат Ліяна |
| Показник                                  | Січ.         | Лют.         | Бер.         | Квіт.        | Трав.        | Черв.        | Лип.         | Серп.        | Вер.         | Жовт.        | Лист.        | Груд.        | Рік          |
| Середній максимум, °C                     | 6            | 8            | 13           | 19           | 24           | 28           | 32           | 31           | 26           | 21           | 16           | 9            | 19           |
| Середня температура, °C                   | 3            | 4            | 8            | 14           | 20           | 24           | 28           | 27           | 22           | 17           | 11           | 5            | 15           |
| Середній мінімум, °C                      | 0            | 0            | 4            | 10           | 15           | 20           | 24           | 24           | 19           | 12           | 6            | 0            | 11           |
| Норма опадів, мм                          | 41.9         | 62.5         | 86.7         | 107.3        | 117.9        | 180.5        | 162.3        | 124.4        | 114.1        | 65.5         | 56.2         | 35.3         | 1154.6       |
| Днів з опадами                            | 9,9          | 11,4         | 13,3         | 14           | 13,4         | 12,3         | 12,3         | 11,8         | 12,1         | 10,9         | 10,4         | 9,5          | 141,3        |
| Вологість повітря, %                      | 74.3         | 75.7         | 75.6         | 76.6         | 76.8         | 79.6         | 81           | 80.1         | 80.9         | 78.5         | 76.5         | 74.1         | 77.5         |
| ----------------------------------------- | ------------ | ------------ | ------------ | ------------ | ------------ | ------------ | ------------ | ------------ | ------------ | ------------ | ------------ | ------------ | ------------ |
| Джерело: Weatherbase, Weatherbase (опади) |              |              |              |              |              |              |              |              |              |              |              |              |              |